# تپه شهر خرابه
تپه شهر خرابه مربوط به سده‌های میانه دوران‌های تاریخی پس از اسلام است و در شهرستان ملایر، بخش جوکار، دهستان المهدی، شرق روستای ده نو علی‌آباد واقع شده و این اثر در تاریخ ۷ اسفند ۱۳۸۶ با شمارهٔ ثبت ۲۱۵۹۱ به‌عنوان یکی از آثار ملی ایران به ثبت رسیده است.